# Jean-Robert Ipoustéguy
Jean-Robert Ipoustéguy (6. januar 1920 – 8. februar 2006) var en fransk skulptør, født i Dun-sur-Meuse. Ipousteguys skulpturer har ofte et meget kraftfuldt udtryk. Hans bearbejder sociale temaer, det erotiske og døden. Han er kendt for sine skulpturer, der blander det Naturalistiske med det abstrakte. Det ses blandt andet ved bronzeskulpturen Romoulus, der fortolker historien om den klassiske figur Romulus, og som blander det figurative og det abstrakte. Skulpturen blev udstillet på  Ipousteguys galleri, Galerie Birch, i 1967, solgt til Ny Carlsberg fonden og kan i dag opleves på Louisiana. 
København: Ny Carlsberg Glyptotek, Maison, 1976; Femme au soleil, ombre, pénombre, 1984

## Museer
- Abu Dhabi, National Museum of Saadiyat Island.
- Baltimore, Baltimore Museum of Art.
- Berlin, Nationalgalerie.
- Bobigny, Fonds Departemental d’Art Contemporain.
- Châlons en Champagne, Musée des Beaux-Arts et d'Archéologie de Châlons-en-Champagne.
- Chicago, Art Institute.
- København, Carlsberg Glyptotek.
- Darmstadt, Hessiches Landesmuseum.
- Dun sur Meuse, Centre Ipoustéguy
- Grenoble, Musée de Grenoble.
- Hannover, Sprengel Museum.
- London, Tate Gallery.
- London, Victoria and Albert Museum.
- Lyon, Musée des Beaux-Arts.
- Marseille, Musée Cantini.
- Melbourne, National Gallery of Victoria.
- New York, The Museum of Modern Art.
- New York, Solomon R. Guggenheim Museum of Art.
- Paris, Musée d’Art Moderne de la Ville de Paris.
- Paris, Musée de la Sculpture en Plein Air.
- Pittsburgh, The Carnegie Museum.
- Tokyo, Hakone Museum of Art.
- Toulouse, Artothèque.
- Troyes, Musée d’Art Moderne.
- Washington, Hirshhorn Museum and Sculpture Garden.